# 住吉町 (鹿児島市)
住吉町（すみよしちょう）は、鹿児島県鹿児島市の町。旧薩摩国鹿児島郡鹿児島城下下町住吉町。郵便番号は892-0823。人口は379人、世帯数は251世帯（2020年4月1日現在）。1963年（昭和38年）より住吉町の全域で住居表示を実施している。

## 地理
鹿児島市中部に位置している。町域の北方には泉町、南方には南林寺町、海を隔てて城南町、西方には堀江町、東方には本港新町がそれぞれ接している。町域の中央を南北に鹿児島県道214号鹿児島港線が通っている。
町域内には1935年（昭和10年）に九州初の青果・水産併設の市場として鹿児島市中央卸売市場が設置されたが、敷地が手狭になったことから、1968年（昭和43年）に水産部門が魚類市場として独立し、城南町に移転、1976年（昭和51年）には青果部門が青果市場となり、東開町に移転した。
また、国鉄鹿児島臨港線（貨物線）が通っており、鹿児島港駅も所在していたが、1984年（昭和59年）に貨物線が廃止された。

## 歴史

### 市制施行以前
江戸時代の住吉町は鹿児島城下下町のうちであった。南方は文政から天保年頃に諸郷公役によって埋め立てられた屋久島岸岐から、北方は名山堀に至る区域に成立した。

### 市制施行以後
1888年（明治21年）に公布された市制（明治21年法律第1号）に基づき、1889年（明治22年）2月2日に官報に掲載された「 市制施行地」（内務省告示第1号）によって鹿児島が市制施行地に指定された。3月5日には鹿児島県令第26号によって鹿児島郡のうち50町村が市制による鹿児島市の区域と定められ、4月1日に市制が施行されたのに伴い、鹿児島郡50町村（山下町、平之馬場町、新照院通町、長田町、冷水通町、上竜尾町、下竜尾町、池之上町、鼓川町、稲荷馬場町、清水馬場町、春日小路町、車町、恵美須町、小川町、和泉屋町、浜町、向江町、栄町、柳町、易居町、中町、金生町、東千石馬場町、西千石馬場町、汐見町、泉町、築町、生産町、六日町、新町、松原通町、船津町、呉服町、大黒町、堀江町、住吉町、新屋敷通町、加治屋町、山之口馬場町、樋之口通町、薬師馬場町、鷹師馬場町、西田町、上之園通町、高麗町、下荒田町、荒田村、西田村、塩屋村）の区域より鹿児島市が成立した。それまでの住吉町は鹿児島市の町「住吉町」となった。
1962年（昭和37年）に住居表示に関する法律が施行されたのに伴い、鹿児島市は鹿児島市街地域の住居表示に着手した。1963年（昭和38年）9月11日に城南地区で住居表示に伴う町域の再編が実施され、洲崎町の一部を住吉町に編入した。また、住吉町の全域で住居表示が実施された。

### 町域の変遷
| 変更後         | 変更年             | 変更前         |
| -------------- | ------------------ | -------------- |
| 住吉町（編入） | 1963年（昭和38年） | 洲崎町（一部） |

## 人口

### 資料統計
| 統計年次〔年〕     | 総人口〔人〕 | 世帯数〔世帯〕 | 備考  |
| ------------------ | ------------ | -------------- | ----- |
| 明治10年代         | -            | 541            | [ 4 ] |
| 明治20年頃         | -            | 221            | [ 4 ] |
| 1908年（明治41年） | 1,186        | 226            | [ 4 ] |
| 1922年（大正11年） | 1,126        | 129            | [ 4 ] |
| 1935年（昭和10年） | 944          | 148            | [ 4 ] |

### 国勢調査
以下の表は国勢調査による小地域集計が開始された1995年以降の人口の推移である。
| 年                 | 人口 |
| ------------------ | ---- |
| 1995年（平成7年）  | 458  |
| 2000年（平成12年） | 487  |
| 2005年（平成17年） | 506  |
| 2010年（平成22年） | 433  |
| 2015年（平成27年） | 407  |

## 施設

### 公共
- 鹿児島北社会保険事務所
- 住吉町公民館
- 日本海事検定協会

## 小・中学校の学区
市立小・中学校に通う場合、学区（校区）は以下の通りとなる。
| 町丁   | 番・番地 | 小学校               | 中学校               |
| ------ | -------- | -------------------- | -------------------- |
| 住吉町 | 5-11、15 | 鹿児島市立松原小学校 | 鹿児島市立甲東中学校 |
| 住吉町 | その他   | 鹿児島市立名山小学校 | 鹿児島市立長田中学校 |

## 交通

### 道路
一般県道
- 鹿児島県道214号鹿児島港線

市道
- ボサド通り